# Пролив Малыгина
Проли́в Малы́гина — пролив в Северном Ледовитом океане, отделяет остров Белый от полуострова Ямал.
Длина 63 км. Ширина от 9 до 27 км. Мелководен: глубина до 19 м. Берег низменный, песчано-глинистый. Растительность берегов — тундровая.
На побережье выделяются мысы Малыгина, Седехангенсаля, Седевангутасаля и Шуберта (остров Белый), Головина, Юмба, Пендадасаля и Хэсаля (Ямал). В пролив впадает много рек, крупнейшие из которых Нгарка-Монгатаяха, Сидянянгнгэвояха, Нянгнгэвояха и Яхадыяха. В северной части пролива находится бухта Паха. На западном выходе из пролива находится остров Островой, на восточном выходе острова Табнго и Тюбцянго.
Назван в честь мореплавателя и исследователя Арктики Степана Гавриловича Малыгина.
Пролив находится в акватории Ямало-Ненецкого автономного округа.